# Ripollès

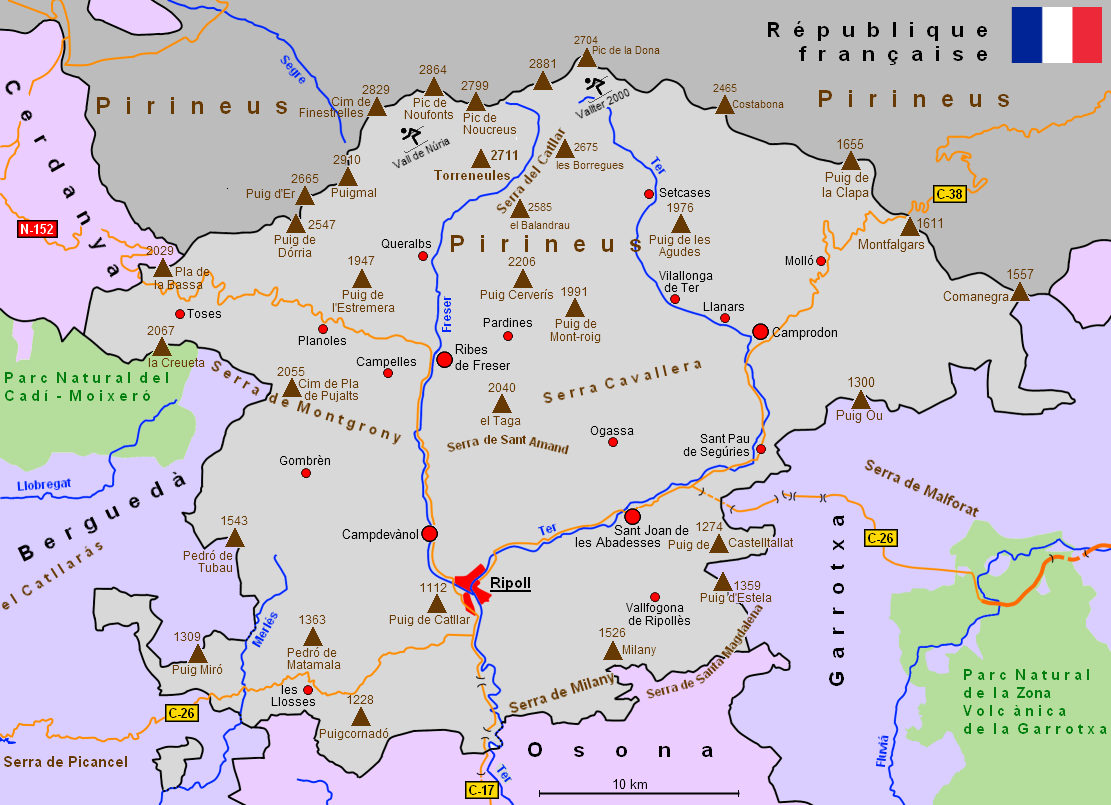
Karte von Ripollès

Die Comarca Ripollès liegt in der Provinz Girona der Autonomen Gemeinschaft von Katalonien (Spanien). Der Gemeindeverband hat eine Fläche von 957,84 km² und 25.510 Einwohner (2022).

## Lage
Der Gemeindeverband liegt im nordöstlichen Teil Kataloniens, 75 km nordwestlich der Provinzhauptstadt Girona. Er grenzt im Norden an Frankreich, im Osten an die Comarca Garrotxa, im Süden an Osona und im Westen an Berguedà und Cerdanya. Zusammen mit den Comarcas Alt Empordà, Baix Empordà, Garrotxa, Gironès, Pla de l’Estany und Selva bildet die Region das Territorium Comarques gironines.
Ripollès liegt in der Hochgebirgsregion der Pyrenäen. Die höchsten Gipfel, der Puigmal (2.913 m) und der Puig de Bastiments (2.874 Meter), liegen im Norden an der französischen Grenze. Der Oberlauf des Flusses Ter und sein Nebenfluss Freser bilden zwei große Täler, das Vall de Ribes (Freser) und das Vall de Camprodon (Ter). Beide Täler vereinigen sich bei der Hauptstadt Ripoll und bilden dann, dem Flusslauf des Ter folgend, ein nach Süden ausgerichtetes Tal.

## Tourismus

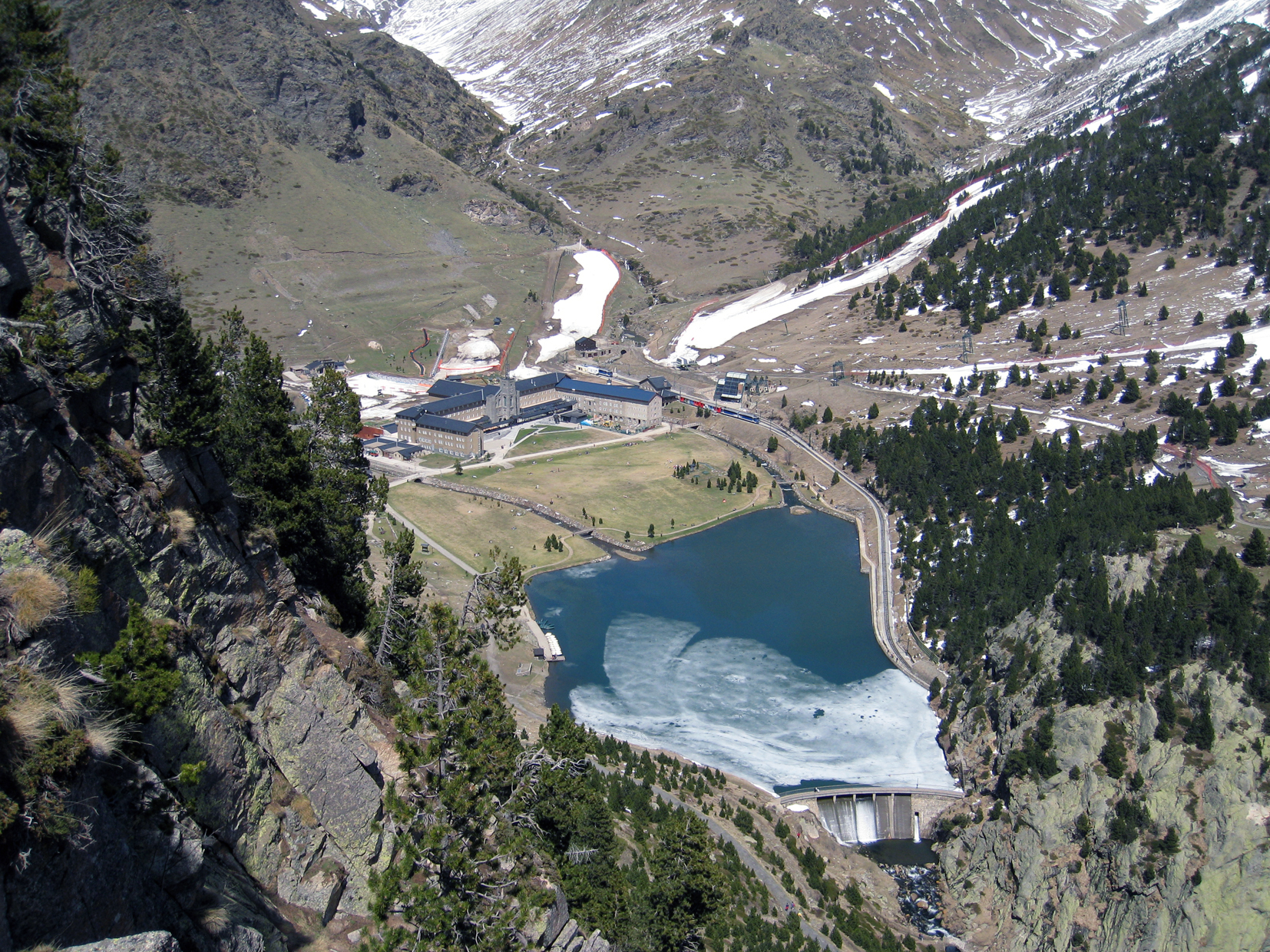
Das Vall de Núria

Die Comarca ist Fremdenverkehrszentrum und Wintersportgebiet und verfügt über drei wichtige Skigebiete.
- Ribes de Freser mit dem Skigebiet Vallter 2000
- Das Ski- und Sportzentrum von Vall de Núria

Im Norden erstreckt sich der Pyrenäenhauptkamm mit dem Wallfahrtsort Núria. Kulturhistorisch von Interesse sind die etwa 60 romanischen Kirchenbauten, die man in der Comarca findet. Hervorzuheben sind das Kloster Santa Maria in Ripoll (11. Jahrhundert), das als Idealbild einer katalanischen Kirche angesehen wird, das Kloster Sant Pere in Camprodon (12. Jahrhundert) sowie die Klöster Sant Joan und Sant Pol in Sant Joan de les Abadesses (12. Jahrhundert).

## Gemeinden
| Gemeinde                   | Einwohner (2024) | Fläche km² | Dichte Einw./km² | Cod INE | Postleitzahl |
| -------------------------- | ---------------- | ---------- | ---------------- | ------- | ------------ |
| Campdevànol                | 3.262            | 32,80      | 99               | 17036   | 17530        |
| Campelles                  | 165              | 19,18      | 9                | 17037   | 17534        |
| Camprodon                  | 2.527            | 103,42     | 24               | 17039   | 17867        |
| Gombrèn                    | 196              | 43,64      | 4                | 17080   | 17531        |
| Llanars                    | 515              | 24,40      | 21               | 17091   | 17869        |
| Les Llosses                | 199              | 114,43     | 2                | 17096   | 17512        |
| Molló                      | 374              | 43,54      | 9                | 17107   | 17868        |
| Ogassa                     | 218              | 45,48      | 5                | 17112   | 17861        |
| Pardines                   | 161              | 31,03      | 5                | 17125   | 17534        |
| Planoles                   | 306              | 18,18      | 17               | 17134   | 17535        |
| Queralbs                   | 206              | 93,96      | 2                | 17043   | 17534        |
| Ribes de Freser            | 1.847            | 42,17      | 44               | 17145   | 17534        |
| Ripoll                     | 10.692           | 73,33      | 146              | 17147   | 17500        |
| Sant Joan de les Abadesses | 3.375            | 53,19      | 63               | 17167   | 17860        |
| Sant Pau de Segúries       | 724              | 8,91       | 81               | 17177   | 17864        |
| Setcases                   | 191              | 48,82      | 4                | 17192   | 17869        |
| Toses                      | 191              | 57,88      | 3                | 17201   | 17536        |
| Vallfogona de Ripollès     | 222              | 38,78      | 6                | 17170   | 17862        |
| Vilallonga de Ter          | 395              | 64,70      | 6                | 17224   | 17869        |
| Comarca Ripollès           | 25.766           | 957,84     | 27               | –       | –            |